# Khasekhemwy
Khasekhemwy (2800—2686 TCN, đôi khi còn được viết là Khasekhemui) là vị pharaon cuối cùng của Vương triều thứ 2. Ông được biết đến chủ yếu với các chiến dịch quân sự và một vài tượng đài đề cập đến những cuộc chiến tranh chống lại người phương Bắc mà vẫn còn tồn tại đến ngày nay. Tên gọi của ông có nghĩa là "Hai vị thần hùng mạnh cùng hiện diện" .

## Độ dài triều đại
Theo nghiên cứu của Toby Wilkinson trên bia đá Palermo vốn thuộc Biên niên sử Hoàng gia của Ai Cập cổ đại, triều đại của Khasekhemwy được ước tính là khoảng 17 năm rưỡi hoặc gần 18 năm. Wilkinson đưa ra giả thuyết cho rằng một triều đại "trọn vẹn 18 năm hoặc chỉ một phần" có thể được coi là thuộc về Khasekhemwy bởi vì tấm bia đá Palermo và các mảnh vỡ khác đã ghi lại các năm 3-6 và các năm 12-18 của nhà vua này. Ngoài ra ông ta còn lưu ý đến năm cai trị cuối cùng của nhà vua vẫn còn được lưu giữ một cách nguyên vẹn trên tấm bia đá này. Mặt khác, cũng nhờ vào sự kiện kiểm kê số lượng gia súc- vốn thường xuyên diễn ra mỗi hai năm một lần dưới triều đại thứ hai- được ghi lại trên tấm bia đá Palermo (các năm diễn ra lần thứ 6, thứ 7 và thứ 8 được lưu giữ nguyên vẹn trên tấm bia đá cộng với một năm tương ứng đầy đủ sau khi diễn ra sự kiện kiểm kê), con số khoảng 18 năm có thể đúng cho triều đại của vua Khasekhemwy. (Hoặc khoảng 18 năm 2 tháng và 23 ngày theo như tấm bia đá Palermo)

## Triều đại
Khasekhemwy thường được coi là người đã kế vị vua Seth-Peribsen, mặc dù một số nhà Ai Cập học tin rằng có một Pharaon khác, Khasekhem, đã cai trị giữa họ. Tuy nhiên, hầu hết các học giả đều tin rằng Khasekhem và Khasekhemwy chính là cùng một người. Khasekhem có thể đã đổi tên thành Khasekhemwy sau khi ông tái thống nhất cả Thượng và Hạ Ai Cập -vốn vừa trải qua một cuộc nội chiến giữa những người ủng hộ hai thần Horus và Seth- lại làm một. Những người khác tin rằng ông đã đánh bại vị vua Seth-Peribsen, vừa mới trở về Ai Cập sau khi dập tắt một cuộc khởi nghĩa ở Nubia. Dù bằng cách nào đi nữa, ông đã kết thúc cuộc nội chiến diễn ra dưới triều đại thứ hai và thống nhất lại Ai Cập.
Khasekhemwy là vị vua duy nhất trong lịch sử Ai Cập sử dụng cả hai biểu tượng của thần Horus và Seth trên serekh của mình. Một số nhà Ai Cập học tin rằng đây là một nỗ lực nhằm để thống nhất cả hai thế lực; Tuy nhiên, sau khi ông băng hà, biểu tượng của thần Seth đã hoàn toàn bị loại bỏ khỏi serekh của các vị vua sau này. Ông còn là vị vua đầu tiên của Ai Cập đã cho dựng nên những bức tượng của chính mình.
Khasekhemwy dường như đã thực hiện nhiều dự án xây dựng to lớn sau khi tái thống nhất lại Ai Cập. Ông đã cho xây dựng các công trình bằng đá ở el-Kab, Hierakonpolis, và Abydos. Ngoài ra, ông còn đã cho xây dựng một ngôi mộ đồ sộ độc nhất vô nhị ở Abydos, đây là ngôi mộ hoàng gia cuối cùng được xây dựng trong khu nghĩa địa này (ngôi mộ V). Ngôi mộ hình thang này có chiều dài khoảng 70 mét (230 ft) và rộng 17 mét (56 ft) ở phía bắc của nó còn ở phía nam thì rộng 10 mét (33 ft). Nó được chia thành 58 phòng. Căn phòng mai táng nằm ở trung tâm của nó từng được coi là cấu trúc xây dựng bằng đá vôi cổ nhất trên thế giới. Tại đây, các nhà khảo cổ đã phát hiện ra cây quyền trượng làm bằng vàng và carnelian của nhà vua, cũng như một số bình đá nhỏ tuyệt mĩ với nắp bằng vàng, chúng đã may mắn thoát khỏi bàn tay của những kẻ cướp mộ. Những vật dụng khác được tìm thấy còn bao gồm các dụng cụ bằng đá lửa cũng như các dụng cụ bằng đồng khác, các bình đá và bình gốm chứa đầy hạt giống và trái cây. Ngoài ra có những vật dụng nhỏ được tráng men, các hạt carnelian, các mô hình đồ dùng, rổ rá và một lượng lớn các con dấu.
Khasekhemwy đã cho xây dựng một pháo đài tại Nekhen, và tại Abydos (nay gọi là Shunet ez Zebib). Ông cũng có thể đã xây dựng Gisr el-Mudir tại Saqqara.

## Gia đình
Ông có một hoàng hậu là Nimaethap. Họ là cha mẹ của vua Djoser và nữ hoàng Hetephernebti. Có thể một người con khác của ông là Sanakhte

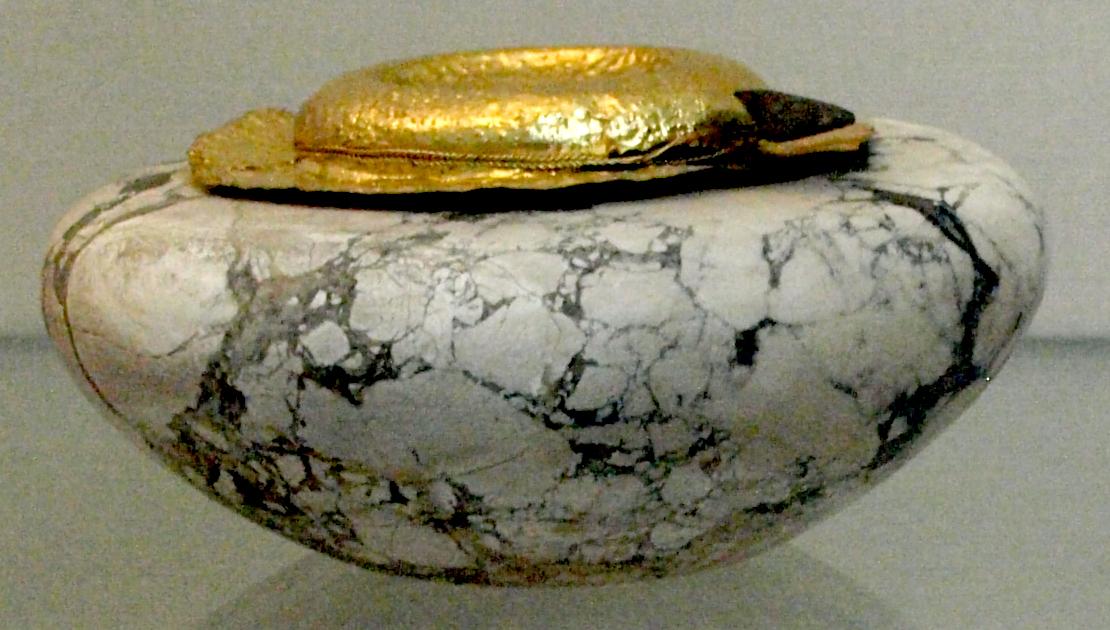
Bình đá vôi với nắm đậy bằng vàng từ ngôi mộ của Khasekhemwy
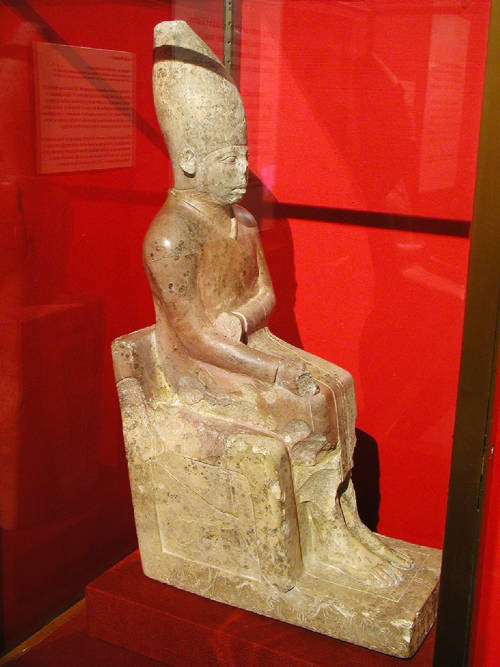
Bức tượng của Khasekhemwy, Bảo tàng Ashmolean
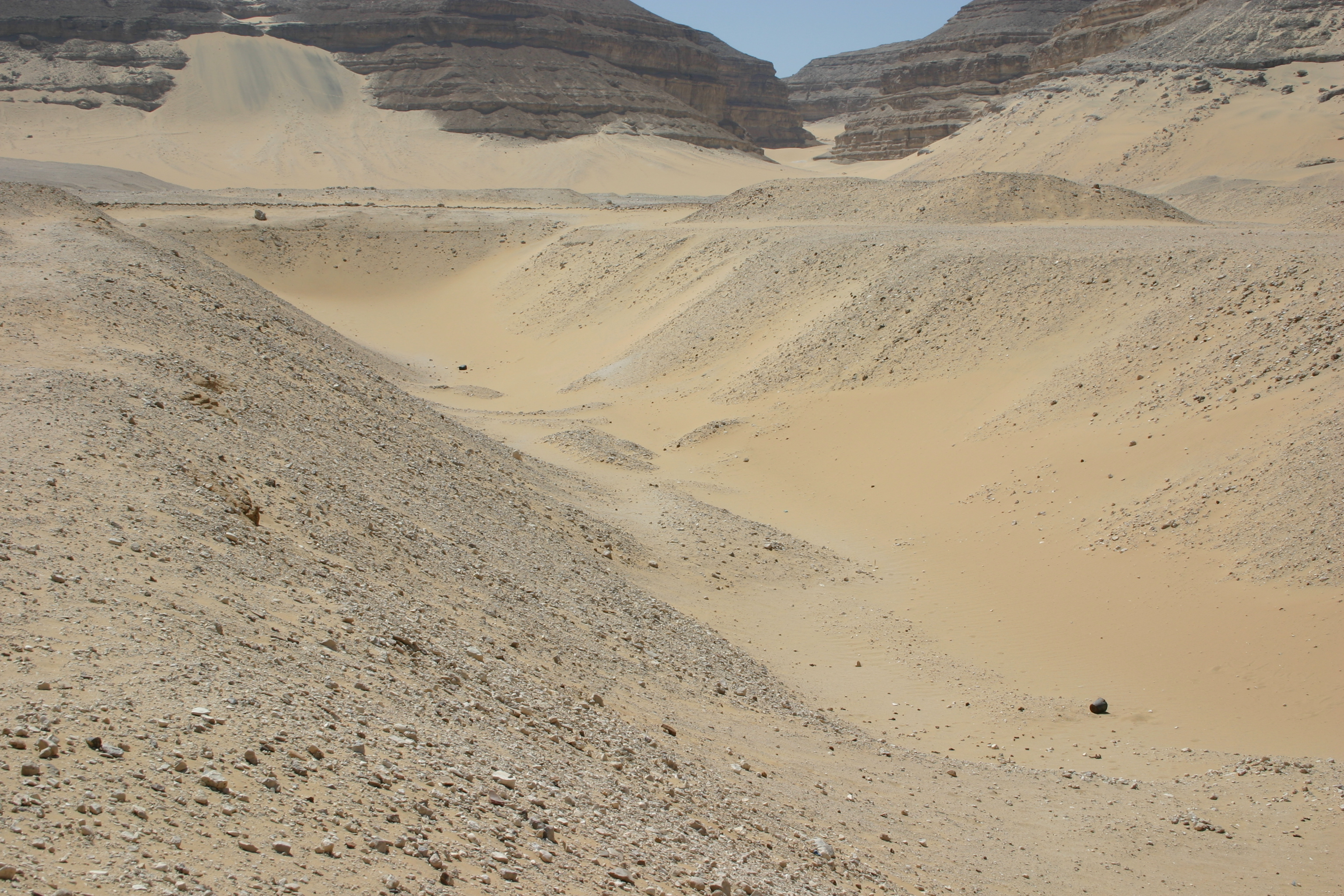
Tàn tích còn lại từ ngôi mộ của Khasekhemwy tại Umm el-Qa'ab
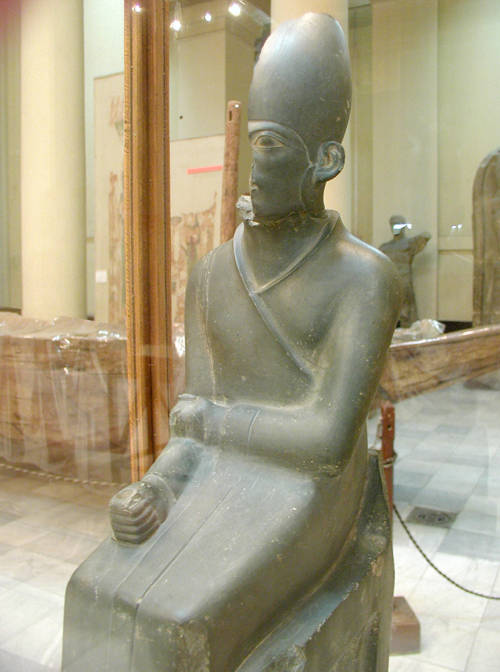
Bức tượng của Khasekhemwy, Bảo tàng Ai Cập, Cairo
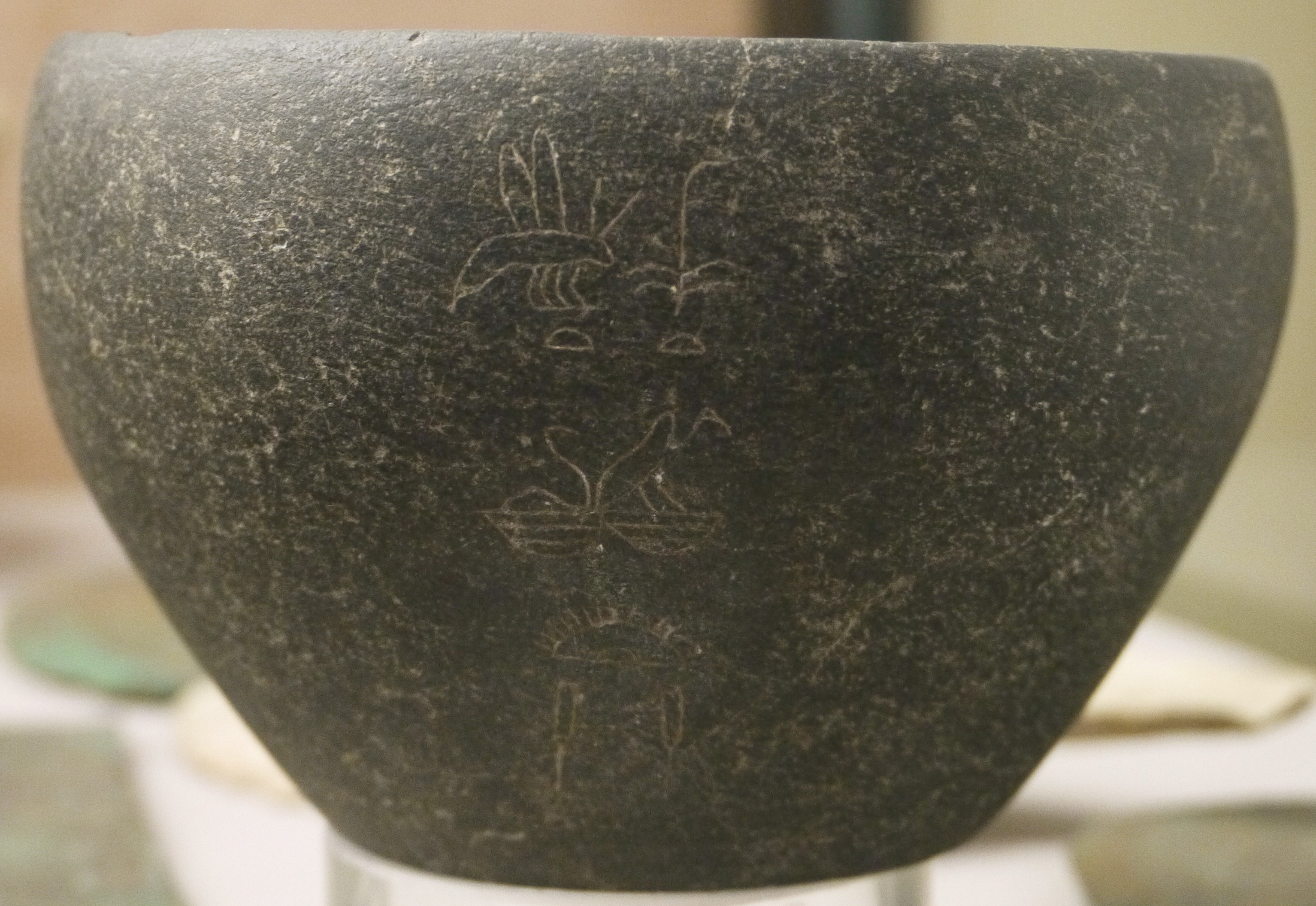
Chậu đá với tên hiệu của Khasekhemwy, Bảo tàng khảo cổ học quốc gia (Pháp)